# Kaple Panny Marie Bolestné (Kokešov)
Kaple Panny Marie Bolestné stojí západně od Pardubic v katastru Opočínek v lokalitě Kokešov.

## Historie
Kaple Panny Marie Bolestné v Kokešově byla vybudována na paměť zjevení Panny Marie, které se zde událo v roce 1867. Toho roku u zdejšího pramene Lánského potoka nocovali tři slovenští dráteníci a jeden z nich Juraj Hutary zjevení spatřil. Okolní lesy patřili Karlovi Chotkovi z Chotkova a ten nechal pramen upravit a postavit zde Mariánský sloup. Ten byl později přemístěn do současného prostoru. První dřevěná kaple byla kolem něj vybudována na popud Karla Chotka (zemřel 1868) a jeho ženy Marie Sofie Berchtoldové z Uherčic v roce 1869. Místo se stalo poutním. Kaple pomalu chátrala, V roce 1995 byla zrekonstruována studánka a v letech 1996–1997 postavena kolem původního sloupu kaple zcela nová zděná nákladem nadace kulturních hodnot MO Pardubice VI. Vysvěcena byla 21. 9. téhož roku hradeckým biskupem mons. Karlem Otčenáškem a od té doby slouží k občasným bohoslužbám. V jejím interiéru byla umístěna dvojice pamětních desek z kaple původní.

## Přístupnost
Kaple se nachází na okraji lesa v blízkosti obvodové zdi zdejšího průmyslového areálu. Z parkoviště na jeho severovýchodním nároží k ní vede pěšina. Po ní je trasována i zelená turistická značená trasa 4289 z Lánů na Důlku do Přelouče.

## Galerie

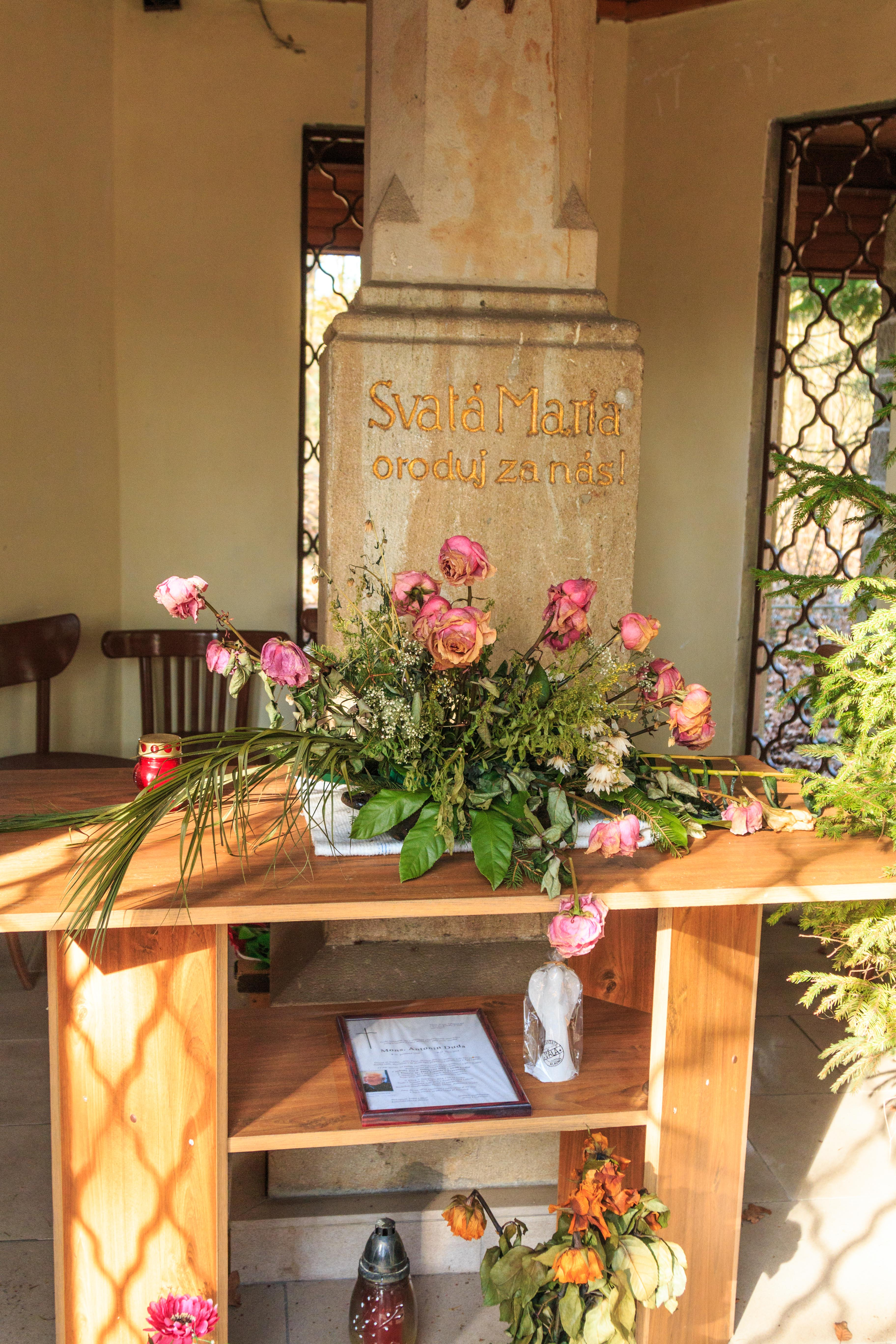
interiér kaple Panny Marie Bolestné v Kokešově
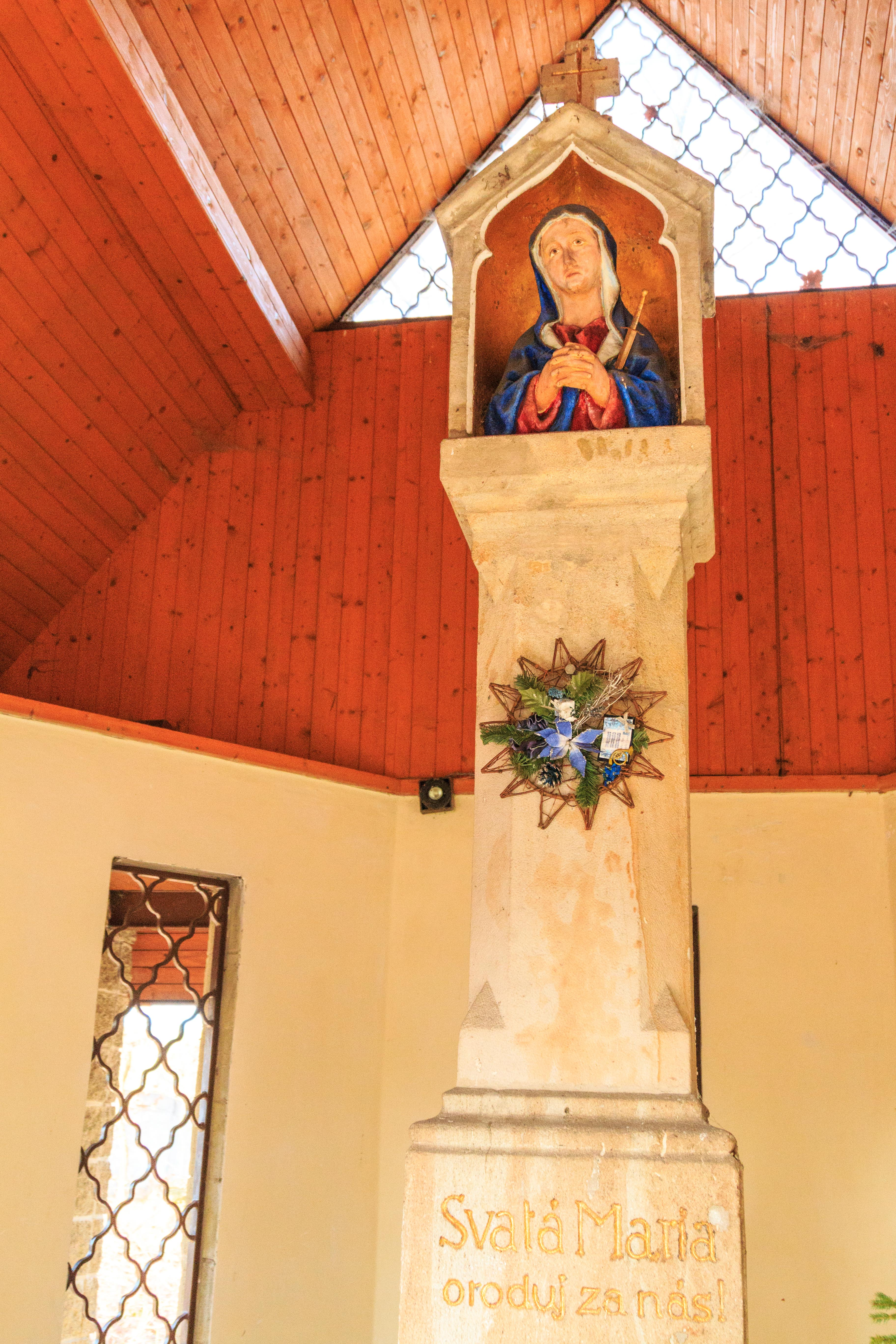
interiér kaple Panny Marie Bolestné v Kokešově
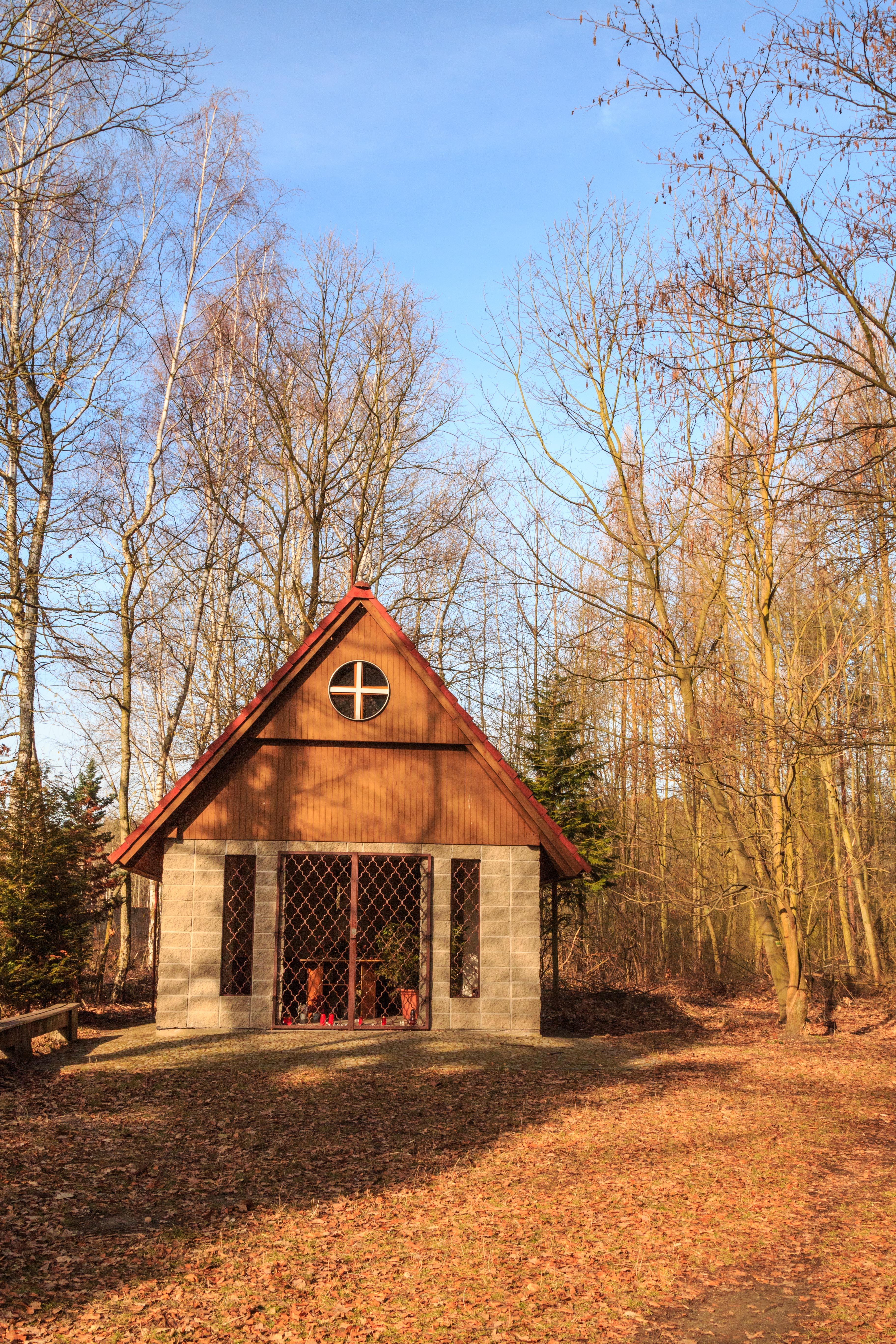
kaple Panny Marie Bolestné v Kokešově